# Copa de Baja Sajonia
La Copa de Baja Sajonia (en alemán: Niedersächsischer Pokal), llamada Krombacher-Pokal por razones de patrocinio, es una de las 21 competiciones regionales que conforman la Copa Asociación Alemana en la que el campeón y finalista logran la clasificación a la Copa de Alemania, la copa de fútbol más importante del país.

## Historia
La copa fue creada en 1956 y es organizada por la Asociación de Fútbol de Baja Sajonia y es una competición abierta para los equipos del estado de Baja Sajonia que no sean de categoría profesional, por lo que los participantes provienen de la 3. Bundesliga hacia abajo, y desde 2009 los equipos participantes no pueden participar en el torneo.
Se juega bajo un sistema de eliminación directa a partido único en la que la localía la tiene el club de categoría inferior. En caso de que el partido termine empatado en el periodo regular se va directo a los penales para definir al ganador.
Los finalistas de la copa logran la clasificación a la primera ronda de la Copa de Alemania.

## Ediciones anteriores
| - 1956: VfV Hildesheim - 1957: Sportfreunde Lebenstedt - 1958: VfB Peine - 1959: Preußen Hameln - 1960: TSR Olympia Wilhelmshaven - 1961: Sportfreunde Lebenstedt - 1962: VfL Wolfsburg - 1963: 1. SC Göttingen 05 - 1964: Sportfreunde Salzgitter - 1965: Wolfenbütteler SV - 1966: TuS Haste 01 - 1967: 1. SC Göttingen 05 II - 1968: Roland Delmenhorst - 1969: Einbecker SV 05 - 1970: TuS Bodenteich - 1971: VfL Rütenbrock - 1972: 1. FC Wolfsburg - 1973: TSV Burgdorf - 1974: Eintracht Nordhorn - 1975: Sportfreunde Salzgitter - 1976: VfV Hildesheim - 1977: TuS Hessisch Oldendorf - 1978: MTV Gifhorn - 1979: No se jugó - 1980: Borussia Hannover - 1981: TuS Celle - 1982: Hannover 96 II - 1983: TuS Lingen - 1984: Friesen Hänigsen - 1985: VfR Langelsheim - 1986: TSV Stelingen - 1987: TSV Verden - 1988: TSV Verden - 1989: VfL Bückeburg - 1990: TuS Bersenbrück - 1991: TSV Krähenwinkel/Kaltenweide - 1992: Sportfreunde Ricklingen - 1993: Sportfreunde Ricklingen - 1994: Sportfreunde Oesede - 1995: SSV Vorsfelde | - 1996: Kickers Emden - 1997: Hannover 96 - 1998: Hannover 96 - 1999: SV Meppen - 2000: Kickers Emden - 2001: FC Schüttorf 09 - 2002: VfL Wolfsburg II - 2003: VfL Wolfsburg II - 2004: Eintracht Braunschweig - 2005: VfL Osnabrück - 2006: BV Cloppenburg - 2007: SV Wilhelmshaven - 2008: Eintracht Nordhorn - 2009: Kickers Emden - 2010: SV Wilhelmshaven - 2011: Eintracht Braunschweig - 2012: TSV Havelse - 2013: VfL Osnabrück - 2014: BSV Rehden - 2015: VfL Osnabrück - 2016: SV Drochtersen/Assel - 2017: VfL Osnabrück - 2018: SV Drochtersen/Assel - 2019: SV Drochtersen/Assel - 2020: TSV Havelse |

## Títulos por equipo
| Club                    | Títulos | Años                   |
| Sportfreunde Salzgitter | 4       | 1957, 1961, 1964, 1975 |
| VfL Osnabrück           | 4       | 2005, 2013, 2015, 2017 |
| Kickers Emden           | 3       | 1996, 2000, 2009       |
| Hannover 96             | 3       | 1998, 1999             |
| SV Drochtersen/Assel    | 3       | 2016, 2018, 2019       |
| Eintracht Braunschweig  | 2       | 2004, 2011             |
| SV Wilhelmshaven        | 2       | 2007, 2010             |
| VfL Wolfsburg II        | 2       | 2002, 2003             |
| Eintracht Nordhorn      | 2       | 1974, 2008             |
| Sportfreunde Ricklingen | 2       | 1992, 1993             |
| TSV Verden              | 2       | 1987, 1988             |
| VfV Hildesheim          | 2       | 1956, 1976             |
| SC Göttingen 05         | 1       | 1963                   |
| TSV Havelse             | 2       | 2012, 2020             |
| BSV Schwarz-Weiß Rehden | 1       | 2014                   |
| BV Cloppenburg          | 1       | 2006                   |
| SC Schüttorf            | 1       | 2001                   |
| SV Meppen               | 1       | 1999                   |
| SSV Vorsfelde           | 1       | 1995                   |
| Sportfreunde Oesede     | 1       | 1994                   |
| TSV Kaltenweide         | 1       | 1991                   |
| TuS Bersenbrück         | 1       | 1990                   |
| VfL Bückeburg           | 1       | 1989                   |
| TSV Stelingen           | 1       | 1986                   |
| VfR Langelsheim         | 1       | 1985                   |
| TSV Friesen Hänigsen    | 1       | 1984                   |
| TuS Lingen              | 1       | 1983                   |
| Hannover 96 II          | 1       | 1982                   |
| TuS Celle               | 1       | 1981                   |
| Borussia Hannover       | 1       | 1980                   |
| MTV Gifhorn             | 1       | 1978                   |
| TuS Hessisch Oldendorf  | 1       | 1977                   |
| TSV Burgdorf            | 1       | 1973                   |
| FC Wolfsburg            | 1       | 1972                   |
| VfL Rütenbrock          | 1       | 1971                   |
| TuS Bodenteich          | 1       | 1970                   |
| SV Einbeck 05           | 1       | 1969                   |
| Roland Delmenhorst      | 1       | 1968                   |
| SC Göttingen 05 II      | 1       | 1967                   |
| TuS Haste               | 1       | 1966                   |
| Wolfenbütteler SV       | 1       | 1965                   |
| VfL Wolfsburg           | 1       | 1962                   |
| Olympia Wilhelmshaven   | 1       | 1960                   |
| Preußen Hameln 07       | 1       | 1959                   |
| VfB Peine               | 1       | 1958                   |